# دنيس كلارك
دنيس كلارك (بالإنجليزية: Dennis Clarke)‏ (18 يناير 1948 في المملكة المتحدة - ) هو لاعب كرة قدم بريطاني في مركز الدفاع. لعب مع برمنغهام سيتي وهدرسفيلد تاون ووست بروميتش ألبيون.

## وصلات خارجية
- دنيس كلارك على موقع قاعدة بيانات كرة القدم.إي يو (الإنجليزية)